# Luiz Ejlli
Luiz Ejlli (n. 12 iulie 1985, Shkodër, Albania) este un cântăreț albanez care și-a reprezentat țara la ediția din 2006 a concursului Eurovision.